# Universidad Nacional del Centro del Perú

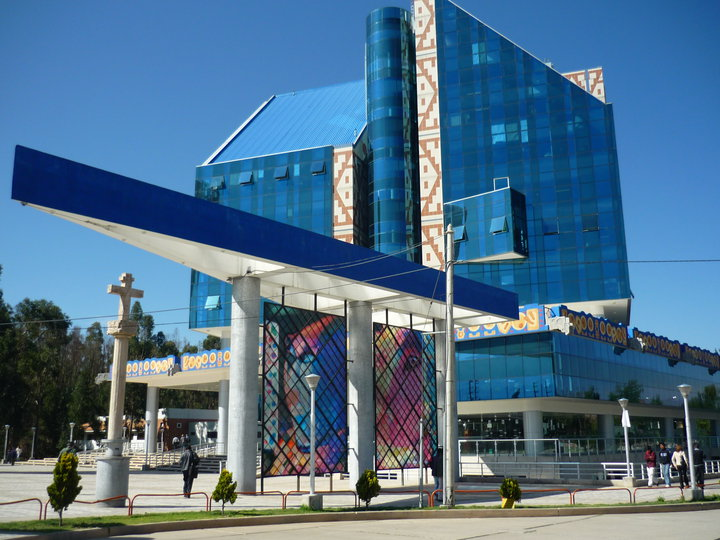
Campus de la UNCP en El Tambo

La Universidad Nacional del Centro del Perú (UNCP) es una universidad pública peruana ubicada en Huancayo.

## Orígenes
El 16 de diciembre de 1959, mediante Decreto Supremo N° 46 se creó la Universidad Comunal del Centro con un total de 14 facultades. Su fundación marcó el corolario al esfuerzo arduo y tesonero de 36 comunidades campesinas de la región andina (comp. ANR 2009). Su primer rector fue Javier Pulgar Vidal, comenzando sus actividades el 3 de abril de 1960. En 1961 es renombrada como Universidad Nacional del Centro del Perú.

### Creación de filiales
La Universidad Comunal del Centro fue una de las primeras universidades peruanas en crear filiales. Con el tiempo varias de estas filiales adquirieron autonomía y así se crearon nuevas universidades como la Universidad Nacional Hermilio Valdizán en Huánuco, Universidad Nacional Daniel Alcides Carrión en Cerro de Pasco, Universidad Nacional José Faustino Sánchez Carrión en Huacho y la Universidad Nacional Federico Villarreal (UNFV) en la ciudad de Lima.

## Organización
| Rectores de UNCP | Rectores de UNCP | Rectores de UNCP     |
| N.º              | Año              | Rector               |
| ---------------- | ---------------- | -------------------- |
| I                | 1960             | Javier, Pulgar Vidal |
| II               |                  |                      |

## Facultades
Actualmente, la UNCP cuenta con 22 facultades en la sede principal y 3 carreras profesionales en las sedes de Satipo, Tarma, Junín, y Jauja facultad de agronomía y además de varios programas de estudios de maestrías y doctorados.
| Bachilleres en Huancayo | Bachilleres en Huancayo |
| --- | --- |
| ÁREA I: CIENCIAS DE LA SALUD | - Enfermería - Medicina Humana |
| ÁREA II : INGENIERÍAS Y ARQUITECTURA | - Arquitectura - Ingeniería Civil - Ingeniería de Minas - Ingeniería de Sistemas - Ingeniería Eléctrica y Electrónica - Ingeniería Mecánica - Ingeniería Metalúrgica y Materiales - Ingeniería Química - Ingeniería Química del Gas Natural y Energía - Ingeniería Química Ambiental - Ingeniería Química Industrial |
| ÁREA III : CIENCIAS ADMINISTRATIVAS, ECONÓMICAS Y CONTABLES | - Administración de Empresas - Contabilidad - Economía |
| ÁREA IV : CIENCIAS SOCIALES Y EDUCACIÓN | - Antropología - Ciencias de la Comunicación - Ciencias de la educación - Educación - Educación Física y Psicomotricidad - Sociología - Trabajo Social |
| ÁREA V : CIENCIAS AGRARIAS | - Agronomía - Zootecnia - Ingeniería Industrias Alimentarias - Ciencias Forestales y del Ambiente |
| Bachilleres en Sedes | |
| SEDE JUNÍN FACULTAD DE INGENIERÍA Y CIENCIAS HUMANAS | - Ingeniería Agroindustrial - Enfermería |
| SEDE TARMA FACULTAD DE CIENCIAS APLICADAS | - Ingeniería Agroindustrial - Hotelería y Turismo - Administración en Negocios |
| SEDE SATIPO FACULTAD DE CIENCIAS AGRARIAS E INGENIERÍA | - Agronomía Tropical - Zootecnia Tropical - Ingeniería Forestal Tropical - Ingeniería en Industrias Alimentarias |
| Maestrías en Huancayo | |
| Administración | - Administración Estratégica de Empresas - Finanzas - Gestión de Empresas con TIC - Marketing y Gestión de Negocios Internacionales - Gestión de Proyectos Públicos y Privados |
| Administración Pública y Gobierno | - Gerencia Municipal y Regional - Gerencia Pública Corporativa |
| Contabilidad | - Gestión y Control Gubernamental - Auditoría Integral - Política y gestión tributaria |
| Ingeniería Mecánica | - Gestión del Mantenimiento y la Sostenibilidad - Diseño de tecnologías apropiadas |
| Ingeniería de Sistemas | - Gerencia de Sistemas Empresariales - Gerencia de Sistemas Empresariales - Gerencia en Tecnologías de Información y Comunicación |
| Políticas Sociales | - Promoción de la Infancia - Género, sexualidad y desarrollo humano |
| Educación | - Gestión Educativa - Enseñanza Estratégica - Enseñanza Infantil - Educación Matemática - Educación Ambiental - Educación Superior - Psicología Educativa |
| Comunicación para el Desarrollo | - Comunicación para el desarrollo |
| Ciencias de Ingeniería Eléctrica | - Sistemas eléctricos de distribución |
| Desarrollo Sostenible | - Gestión de la Producción Orgánica y Agronegocios - Medio ambiente y gestión del territorio |
| Ingeniería de Minas | - Seguridad y Medio Ambiente en Minería - Gestión Minera - Tecnología Minera - Minería y medio ambiente |
| Interdisciplinarias | - Desarrollo Rural Sustentable - Gestión Ambiental y Desarrollo Sostenible - Gestión Pública - Planificación y Proyectos de Inversión - Sistemas Industriales y Gestión Empresarial - Salud Pública - Seguridad y salud ocupacional - Seguridad Alimentaria Nutricional - Ingeniería Química Ambiental - Ingeniería Ambiental - Antropología Jurídica - Gestión Educativa y Didáctica - Gestión del Desarrollo Social - Responsabilidad Social |
| Doctorados en Huancayo | |
| - Administración - Ciencias Ambientales y Desarrollo Sostenible - Ingeniería de Sistemas - Ciencias de la Salud y Salud Pública - Ciencias de la Educación - Ingeniería Química y Ambiental - Seguridad y Control Minero | |

## Investigación

### Centros e institutos de investigación
- Centro de Agua para los Andes (CENAA)
- Centro de Investigación en Prevención de Riesgos en Zonas Altoandinas (CEPREANDES)
- Instituto de Biotecnología e Ingeniería Genética (IBIG)
- Centro de Investigación en Productos Naturales
- Centro de Investigación en Alta Montaña (CIAM)
- Centro de Investigación en Gestión de Residuos Sólidos (CIRS)
- Centro de Investigación en Biotecnología de Alimentos Funcionales
- Centro de Investigación en Energías Renovables y Eficiencia Energética (CER UNCP)
- Centro de Investigación en Seguridad Alimentaria Nutricional (CISAN)
- Centro de Investigación en Nanotecnología
- Centro de Investigación Biología Molecular Vegetal
- Centro de Investigación en Medicina de Altura y Medio Ambiente (CIMMA)

## Rankings académicos
En los últimos años, se ha generalizado el uso de rankings universitarios internacionales para evaluar el desempeño de las universidades a nivel nacional y mundial; siendo estos rankings clasificaciones académicas que ubican a las instituciones de acuerdo a una metodología científica de tipo bibliométrica que incluye criterios objetivos medibles y reproducibles, tomando en cuenta por ejemplo: la reputación académica, la reputación de empleabilidad para los egresantes, la citas de investigación a sus repositorios y su impacto en la web. Del total de 92 universidades licenciadas en el Perú, la Universidad Nacional del Centro del Perú se ha ubicado regularmente dentro del tercio inferior a nivel nacional en determinados rankings universitarios internacionales.

## Personajes
- Javier Pulgar Vidal, geógrafo destacado del Perú. Primer rector de la UNCP.